# Печорна (Кременецкий район)
Печорна (укр. Печірна) — село в Лановецкой городской общине Кременецкого района Тернопольской области Украины.
До 2020 года входило в Лановецкий район.
Код КОАТУУ — 6123885001. Население по переписи 2001 года составляло 307 человек.

## Географическое положение
Село Печорна находится у одного из истоков реки Бугловка,
ниже по течению на расстоянии в 0,5 км расположено село Коростова.

## История
- 1618 год — дата основания.

## Объекты социальной сферы
- Школа I—II ст.
- Клуб.
- Фельдшерско-акушерский пункт.